# Nocek amerykański
Nocek amerykański (Myotis lucifugus) – gatunek ssaka z podrodziny nocków (Myotinae) w obrębie rodziny mroczkowatych (Vespertilionidae).

## Taksonomia
Gatunek po raz pierwszy zgodnie z zasadami nazewnictwa binominalnego opisał w 1831 roku amerykański przyrodnik John Eatton Le Conte nadając mu nazwę Vespertilio lucifugus. Holotyp pochodził prawdopodobnie z plantacji Le Conte, niedaleko Riceboro, w Harbstwie Liberty, w Georgii, w Stanach Zjednoczonych. 
Myotis lucifugus należy do podrodzaju Pizonyx i grupy gatunkowej lucifugus. Analizy filogenetyczne i przepływu genów z wykorzystaniem genów mitochondrialnych i jądrowych dostarczają dowodów, że podgatunki M. lucifugus są parafiletyczne, wymieniają allele z innymi gatunkami z rodzaju Myotis w regionach kontaktu wtórnego i powinny być uważane za niezależne linie ewolucyjne pomimo ich podobieństwa morfologicznego. Te kwestie wciąż pozostają nierozwiązane. M. lucifugus (w szczególności podgatunki carissimus i pernox) wydaje się być najbliżej spokrewniony z M. evotis, M. thysanodes, M. keenii i M. occultus chociaż związki między tymi gatunkami i kladem obejmującym M. sodalis, M. volans i podgatunki M. lucifugus, M. l. relictus i M. l. alascensis, nie są dobrze wyjaśnione. Autorzy Illustrated Checklist of the Mammals of the World rozpoznają pięć podgatunków. Podstawowe dane taksonomiczne podgatunków (oprócz nominatywnego) przedstawia poniższa tabelka:
| Podgatunek       | Oryginalna nazwa            | Autor i rok opisu | Miejsce typowe                                                                       |
| ---------------- | --------------------------- | ----------------- | ------------------------------------------------------------------------------------ |
| M. l. alascensis | Myotis lucifugus alascensis | G.S. Miller, 1897 | Sitka, Alaska, Stany Zjednoczone.                                                    |
| M. l. carissimus | Myotis (Leuconoë) carissima | O. Thomas, 1904   | Lake Hotel, Park Narodowy Yellowstone, Wyoming, Stany Zjednoczone.                   |
| M. l. pernox     | Myotis pernox               | Hollister, 1911   | Henry House, Alberta, Kanada.                                                        |
| M. l. relictus   | Myotis lucifugus relictus   | A.H. Harris, 1974 | Keeler, na wysokości 3600 ft (1097 m), Hrabstwo Inyo, Kalifornia, Stany Zjednoczone. |

### Etymologia
- Myotis: gr. μυς mus, μυός muos „mysz”; ους ous, ωτος ōtos „ucho”[24].
- lucifugus: łac. lucifugus „unikający swiatła”, od lux, lucis „światło”; fugere „unikać, uciekać”[25].
- alascensis: Alaska (ros. Аля́ска Aliaska „Alaska”, od aleuc. alyeska „wielki ląd”), Stany Zjednoczone[26].
- carissimus: łac. carissimus „najdroższy, bardzo ukochany”, od carus „kochany”[10].
- pernox: łac. pernox „trwanie przez całą noc”[27].
- relictus: łac. relictus „relikt, odosobniony, izolowany”, od relinquere „zostawić w tyle, pozostać w tyle”[28].

## Zasięg występowania
Nocek amerykański występuje w Ameryce Północnej zamieszkując w zależności od podgatunku:
- M. lucifugus lucifugus – Terytoria Północno-Zachodnie (Kanada) od wschodniego wybrzeża do północnej Florydy (Stany Zjednoczone), gdzie inne podgatunki nie występują.
- M. lucifugus alascensis – Alaska przez Kolumbię Brytyjską i na południe do północno-zachodnich pacyficznych wybrzeży Stanów Zjednoczonych.
- M. lucifugus carissimus – zachodnie i środkowe Stany Zjednoczone, z wyjątkiem regionów przybrzeżnych.
- M. lucifugus pernox – środkowa granica między Kolumbią Brytyjską a Albertą (zachodnia Kanada)
- M. lucifugus relictus – góry Kalifornii (południowo-zachodnie Stany Zjednoczone).

## Morfologia
Długość ciała (bez ogona) około 32–53 mm, długość ogona 28–49 mm, długość ucha 11–15 mm, długość tylnej stopy 8–10 mm, długość przedramienia 33,1–41,4 mm; masa ciała 5–12 g. Wzór zębowy: I {\displaystyle {\tfrac {2}{3}}} C {\displaystyle {\tfrac {1}{1}}} P {\displaystyle {\tfrac {3}{3}}} M {\displaystyle {\tfrac {3}{3}}} = 38. Kariotyp wynosi 2n = 44 i FN = 50 z czterema metacentrycznymi lub submetacentrycznymi i siedemnastoma akrocentrycznymi parami autosomów. Chromosomy X i Y są submetacentryczne.

## Tryb życia
Nocek amerykański jest rozpowszechniony w niemal całej Kanadzie i Stanach Zjednoczonych. Potrafi równie dobrze przystosować się do zimnego jak i gorącego klimatu. Żywi się przede wszystkim tymi owadami, które w miejscu jego pobytu występują szczególnie licznie. W cieplejszych rejonach obszaru, gdzie występuje nocek myszouchy nie zapadają w sen zimowy, natomiast często się zdarza, że osobniki mieszkające dalej na północ przez bardzo długi czas szukają odpowiedniego miejsca na przezimowanie.
Nocek myszouchy dzierży tytuł najdłużej śpiącego zwierzęcia, z całego królestwa zwierząt. Zaliczają one oszałamiające 19 godzin snu na dobę.

## Rozmnażanie
Wiosną, po opuszczeniu zimowiska, samice tworzą kolonie rozrodcze, aby po trwającej 60 dni ciąży urodzić w maju lub czerwcu zwykle 1, rzadko 2 młode. Dojrzałość płciową osiągają w drugim roku życia.